# Borat Sagdiyev
Borat Margaret Sagdiyev (in cirillico: Борат Маргарет Сағдиев) è un giornalista kazako immaginario inventato e interpretato da Sacha Baron Cohen. Borat è il protagonista del film Borat - Studio culturale sull'America a beneficio della gloriosa nazione del Kazakistan e del seguito Borat - Seguito di film cinema.

## Il falso background

### Biografia
Borat è un reporter nato il 27 febbraio 1972 a Kuçzek in Kazakistan. È figlio dello stupro per opera di Boltak su Asimbala Sagdiyev. È ufficialmente il marito di Oksana Sagdiyev, anch'ella figlia di Boltak e di Mariam Tulyakbay. La sua relazione con sua madre sembra essere abbastanza sgradevole e Borat ha commentato che "lei sperava di essere stuprata da un altro uomo". Il protagonista ha una sorella che si chiama Lola, nota per essere la quarta miglior prostituta kazaka, con la quale egli stesso intrattiene spesso rapporti sessuali.
Ha poi un fratello più piccolo, Bilo, con problemi psichici, che viene rinchiuso in una stanza con una grande porta di ferro o altre volte dentro una gabbia. In un'intervista, Borat ha detto "Mio fratello Bilo ha una testa piccola, ma delle braccia molto forti. Lui ha 204 denti (193 in bocca e 11 nel naso)! Tu gli puoi fare tutto quello che vuoi, tanto lui non ricorda nulla! Va pazzo per il sesso... per tutto il giorno nella sua gabbia guarda immagini pornografiche". Borat ha frequentato l'Università ad Astana, dove ha studiato inglese, giornalismo e come causare epidemie. Si è sposato numerose volte.
L'ultima moglie, Oksana Sagdiyev, viene colpita e poi uccisa durante gli eventi del film dal vicino di casa, Nursultan Tulyakbay, che la scambiò per un orso mentre accompagnava suo cognato Bilo in una passeggiata per la foresta. Borat non rimase affatto dispiaciuto e spesso si è vantato di essersi comprato una nuova moglie riconosciuta per non essere affatto noiosa. Ha intrattenuto relazioni extraconiugali con una ragazza, un'amante e almeno una prostituta. Ha tre bambini: Bilak e Biram di 12 anni e Hooeylewis, che ha 11 anni ed è il suo figlio prediletto; inoltre ha diciassette nipotini. Ama profondamente il suo maialino domestico, Igor; tuttavia afferma che se ce ne fosse bisogno per la famiglia, potrebbe mangiarselo intero, inclusi gli occhi.
Ha fatto molti lavori che vanno dal produrre il ghiaccio all'estrarre lo sperma dagli animali (ma precisa che ogni relazione tra questi due lavori è infondata). Dichiara inoltre di aver lavorato in passato come acchiappa Rom, vantandosi di poter "colpire uno zingaro con un sasso da cinquanta metri se incatenato e dieci se non". Dice poi di poter trascinare una donna contro la sua volontà e di aver fatto ciò anche con una sua promessa sposa che fu trasportata per 1600 metri (un miglio). Gli hobby di Borat sono il ping pong, la discodance, prendere il sole, sparare ai cani e fare fotografie alle donne nelle toilette.
Inoltre prova enorme odio nei confronti di ebrei, uzbeki, cristiani e zingari. Borat ha detto di aver subito un bruttissimo attentato nel quale venne rapita sua moglie e nel quale "si misero a toccare il cavallo in modo strano tanto che divenne depresso". Borat dice di avere l'ano più stretto del villaggio, così stretto da aprire una bottiglia di Pepsi. Ha avuto poi strani disagi, tra cui blenorragia, sifilide ed herpes genitale. Nel Da Ali G Show, Baron Cohen viaggia nel Regno Unito e negli Stati Uniti, per parlare delle differenze culturali. La trama del film Borat - Studio culturale sull'America a beneficio della gloriosa nazione del Kazakistan inizia con l'invio di Borat negli Stati Uniti per un documentario sulla cultura statunitense. Il protagonista ha detto del film: "se non ha successo, io verrò giustiziato".

## Osservazioni
Borat è un'evoluzione dei precedenti personaggi che Sacha Baron Cohen ha sviluppato: un reporter moldavo (per LWT/Granada TV e la BBC) e un reporter albanese chiamato Kristo (per la Paramount Comedy Channel). Borat è apparso regolarmente sul Da Ali G Show, per Channel 4 e la HBO, per un totale di quattro stagioni. Nelle prime apparizioni si è dato il nome di Borat Karabzhanov oppure Borat Dutbayev, ma dal 2003 il suo cognome è cambiato in Sagdiyev. In alcuni casi Borat abbraccia i suoi ospiti antisemiti e misogini e fa finta di essere d'accordo con loro, mentre altri invitati rimangono imbarazzati e cercano di correggere il suo comportamento.
Borat è apparso anche sulla BBC One nel Friday Night with Jonathan Ross, nel Late Night with Conan O'Brien il 14 luglio 2004 e il 2 novembre 2006 nel suo stesso film. Baron Cohen/Borat ha promosso il film con apparizioni nel Saturday Night Live, The Daily Show with Jon Stewart, The Howard Stern Show, Late Show with David Letterman nel quale ha suonato un berimbau come musicista ospite di Beck, nel The Today Show dove è stato ospitato da Matt Lauer che lo ha intervistato e infine sulla CBS nel The Early Show dove, ospitato da Harry Smith, è stato intervistato e successivamente ha simulato un combattimento con lui.. Borat è anche apparso su Fox News dove gli ospiti hanno riso costantemente per tutta l'intervista. Gretchen Carlson non è riuscita a smettere di ridere neanche quando Borat ha espresso il suo stupore quando lei ha dichiarato la sua intenzione di vedere il film il sabato successivo: "Voi lasciate entrare le donne nei cinema, qui? Dovrebbero pagare un extra per sedersi fuori con gli animali!"

## Film

### Borat - Studio culturale sull'America a beneficio della gloriosa nazione del Kazakistan
Il film è un falso documentario a basso costo. In Italia ha il titolo Borat - Studio culturale sull'America a beneficio della gloriosa nazione del Kazakistan; la distribuzione è affidata alla 20th Century Fox e il regista è Larry Charles. È stato premiato nell'edizione del 2006 del Toronto International Film Festival ed è uscito nei cinema in Europa e Nord America il 3 novembre 2006. Il film segue Borat attraverso gli Stati Uniti ed egli commette volutamente degli errori sulle differenze culturali esistenti con gli americani. Il protagonista si innamora di Pamela Anderson dopo aver visto Baywatch nella sua stanza d'albergo e promette a se stesso che lei diventerà sua moglie.
Questa pellicola ha incassato negli Stati Uniti 26,4 milioni di dollari pur avendo una limitata distribuzione con 880 sale nella sua prima settimana, battendo Fahrenheit 9/11 che era il film più visto (con meno di 1000 pellicole nei primi sette giorni). Questo risultato è frutto di una notevole esposizione sui media americani. Baron Cohen, infatti, ha accompagnato l'uscita del film con delle interviste pungenti che hanno permesso una miglior promozione come ad esempio una su STV.
Appare discutibile la traduzione del titolo in italiano, in quanto non vengono riportati errori di nessun tipo, cosa invece che contraddistingue il titolo in inglese e il linguaggio utilizzato da Borat. Inoltre, in Italia il film è uscito il 5 marzo 2007, con sei mesi di ritardo rispetto al resto del mondo, compresi i paesi dell'Est europeo. Il DVD del film è uscito nel resto del mondo il 5 marzo 2007, in contemporanea con il lancio del film nei cinema italiani.

## Polemiche
Borat ha scatenato diverse polemiche, legate principalmente alle sue manifestazioni di finto antisemitismo; inoltre Sacha Baron Cohen (nella rappresentazione di Borat) è stato accusato per il suo personaggio di essere una caricatura negativa dei kazaki. Ma Baron Cohen è ebreo e spiega la natura razzista del personaggio delineando dei tratti che sono una drammatica dimostrazione di come il razzismo venga nutrito dal conformismo, che aumenta all'accrescere della più becera intolleranza, piuttosto che dalle sue parodie provocatorie.
Comunque sia, la Lega Anti-Diffamazione (Anti-Defamation League) - un'associazione lobbistica americana molto influente che difende i diritti dei cittadini di religione ebraica - ha protestato contro il canale via cavo HBO dopo una sua canzone country western nel cui testo sono presenti delle incitazioni crudeli come per esempio "buttare l'ebreo in fondo al pozzo", avvisando loro che "devono stare attenti ai loro denti" e che "devono essere afferrati per le corna": questa esibizione è stata seguita dagli applausi del pubblico a Tucson in Arizona.
Il pubblico, che appariva razzista, in realtà era stato informato che era solo uno spettacolo comico: alcuni membri, tra cui una ragazza ebrea, si sono dichiarati offesi per come erano stati fatti apparire. Il ritornello letteralmente era: "Butta l'ebreo in fondo al pozzo/Così la mia nazione sarà libera/Devi afferrarlo per le sue corna/Dopo faremo una grande festa". In una conferenza stampa, qualche ora prima degli MTV Europe Music Awards nel 2005, Borat ha scioccato con uno scherzo i giornalisti presenti a Lisbona, mostrando una valigia con dei pennuti provenienti dalla Romania (il primo paese europeo colpito dall'influenza aviaria). Successivamente si è detto dispiaciuto della loro morte.
Una scena di Da Ali G Show riguarda una visita di Borat a Serengeti Ranch in Texas, dove il proprietario di un ranch confessa a se stesso di essere così anti-semita da credere che la Soluzione Finale fosse stata una necessità per la Germania. Con un'ulteriore esternazione (mentre Borat lo aizzava in tal senso) ha affermato che non avrebbe problemi a rincorrerli in un ranch dove la gente può cacciarli: il protagonista in tono sarcastico ironizza e dice "prima i cervi... poi gli ebrei".

## Sequel
Nonostante siano state diffuse numerose voci su di un possibile sequel di Borat, la 20th Century Fox ha sempre smentito. Nel 2009 Sacha Baron Cohen ha portato sul grande schermo un altro personaggio, un giornalista austriaco omosessuale: Brüno.
Nel settembre 2020 è stato confermato l'arrivo di un sequel diretto, intitolato Borat: Subsequent Moviefilm e girato e completato in segreto durante la pandemia COVID-19. Nello stesso mese Amazon Studios ha acquisito i diritti di distribuzione del film, che è stato distribuito il 23 ottobre 2020, poco prima delle elezioni presidenziali negli Stati Uniti d'America del 2020.